# Сориано нел Чимино
Сориа̀но нел Чимѝно (на италиански: Soriano nel Cimino) е градче и община в Централна Италия, провинция Витербо, регион Лацио. Разположено е на 509 m надморска височина. Населението на общината е 8473 души (към 2010 г.).